# Vitanová
Vitanová (in ungherese Vitanova, in polacco Witanowa) è un comune della Slovacchia facente parte del distretto di Tvrdošín, nella regione di Žilina.